# Buenaventura Ferreira
Buenaventura Ferreira (4 de juliol de 1960) és un exfutbolista paraguaià i entrenador.

## Selecció del Paraguai
Va formar part de l'equip paraguaià a la Copa del Món de 1986. Fou jugador del CE Sabadell.